# Luiz Carlos Angeli dos Reis
Luis Carlos Angeli Dos Reis (Porto Alegre, 1966. április 12.) brazil labdarúgó.

## Pályafutása
Luis Carlos a brazil Grêmio csapatánál kezdte el labdarúgópályafutását; 1983 és 1985 között öt bajnoki mérkőzésen lépett pályára az első számú csapatban. 1989-ben a CS Alagoano játékosa volt. Az 1991–1992-es szezonban a magyar élvonalbeli Vác labdarúgója volt, amellyel bajnoki ezüstérmes lett, valamint kupadöntőt is játszott. Az 1992–1993-as szezonban huszonhárom mérkőzésen lépett pályára a török élvonalban.

## Sikerei, díjai
- Brazília U20
  - U20-as labdarúgó-világbajnokság győztes: 1985